# Pseudochirops corinnae
Pseudochirops corinnae или златен пръстеноопашат опосум, е вид бозайник от семейство Pseudocheiridae. Среща се в Индонезия, Папуа Нова Гвинея и Соломоновите острови. Естественото му местообитание са субтропичните и тропичните гори. Видът е почти застрашен от изчезване.

## Разпространение
Разпространен е в Индонезия и Папуа Нова Гвинея.